# Çavdır
Çavdır là một huyện thuộc tỉnh Burdur, Thổ Nhĩ Kỳ. Huyện có diện tích 483 km² và dân số thời điểm năm 2007 là 13072 người, mật độ 27 người/km².